# 伊夫恰
49°24′42″N 28°2′36″E / 49.41167°N 28.04333°E
伊夫恰（烏克蘭語：Івча），是烏克蘭的村落，位於該國西南部文尼察州，由文尼察區負責管轄，始建於1431年，面積4.16平方公里，海拔高度277米，2001年人口1,136，人口密度每平方公里273.41人。